# 昂 (马恩省)
昂是法国马恩省的一个市镇，位于该省东北部，属于圣默努区。该市镇总面积19.5平方公里，2009年时的人口为151人。

## 人口
昂人口变化图示